# 拉科夫斯基

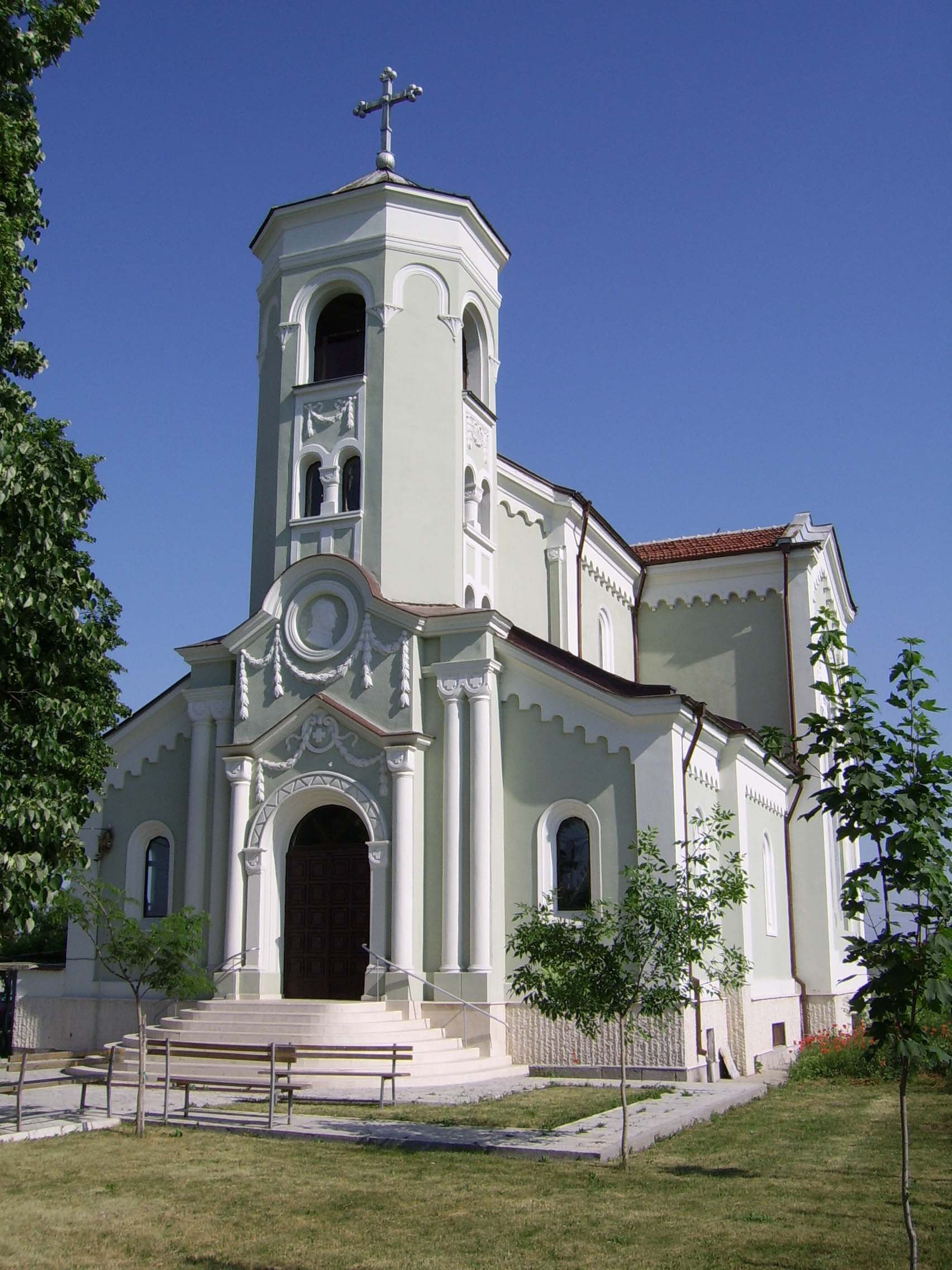

拉科夫斯基是保加利亞的城鎮，位於該國中部，距離首府普羅夫迪夫25公里，由普羅夫迪夫州負責管轄，海拔高度180米，主要經濟活動是工業，2006年人口17,253，居民主要信奉天主教。

## 友好城市
- 北馬其頓斯特鲁米察 2009年

## 外部連結
- Rakovski municipality website （页面存档备份，存于）
- General Nikolaevo church website